# Дезмонд Морис
Дезмонд Морис (енгл. Desmond Morris; Пертон, Вилтшир, 24. јануар 1928) је британски зоолог и етолог, као и писац популарних антрополошких књига. Такође је познат као сликар надреалиста, телевизијски радник и писац.

## Живот
Морис је похађао Донтсијеву школу (енгл. Dauntsey's School), независну приватну школу у Западном Лавингтону, у Вилтширу. Након служења војног рока, студирао је на Универзитету у Бирмингему, гдје је дипломорао 1951. године у првој класи (подразумијева највише оцјене) на катедри за зоологију. Године 1954. додијељена му је титула доктора филозофије на Универзитету у Оксфорду са тезом „Reproductive Behaviour of the Ten-spined Stickleback“ (Репродуктивно понашање врсте pygosteus pungitius l.), и нобеловцем Ником Тинбергеном као ментором. Радио је као кустос у Лондонском зоолошком врту, гдје га је поставило Друштво зоолога Лондона, али је на крају напустио ово радно мјесто 1966. године из незадовољства стагнацијом врта.

## Појављивање у медијима
Морис је први пут изазвао пажњу јавности 1950их година, као водитељ у телевизијском програму канала ИТВ, „Zoo Time“, али је свјетку славу стекао својом књигом из 1967. године, Голи мајмун. Књига представља отворен поглед на људску врсту као једну од животињских врста, директан преглед животињске природе човјека, као и нашу сличност са мајмунским рођацима. У овој књизи, Морис описује људско понашање и психологију као производ еволуције који је помогао човјеку да се суочи са изазовима који су настали кад се из примата-биљоједа претворио у ловца-скупљача. Репринтована много пута на многим језицима, између осталих и на српско-хрватском, ова књига је и данас бестселер.
Његова каснија проучавања, књиге и телевизијске емисије наставиле су се усредсређивати на људско понашање, објашњено са директног зоолошког становишта. Његова књига „The Soccer Tribe“, објављена 1981. године, дјелимично је заснована на проучавању спроведеном током његовог управљања фудбалским клубом Оксфорд јунајтед и обухвата анализу „племенског“ скандирања навијача током фудбалских мечева.

## Сликарство
Поред својих научних занимања, Морис је сликар надреалиста. Излагао је радове са сликарима попут Ђоана Мира и значајно доприносио британском надреалистичком покрету. Године 1957. на Институту савремених умјетности у Лондону Морис је представио изложбу мајмунског сликарства, слика и цртежа које су начинили мајмуни, укључујући слике младог шимпанзе Конга. Скупа са својим сарадником Тајлером Харисом, Морис је на основу слика које су сликали мајмуни закључио да постоји унутрашња мотивација за апстрактном креативношћу, изражена кроз истраживање боја и видног поља. Изненађујуће, многи од ових мајмунских сликара су напредовали током времена, ширећи или сужавајући простор за слику (мајмун Бозо), доводећи у везу усправне и водоравне замахе четкице, а међу онима који су подучавани неким енглеским ријечима чак је примијећено увођење смисленог садржаја (мајмун Мођа, Moja).
Детаљи из Морисовог сликарског опуса могу се пронаћи на корицама раних издања књига Ричарда Докинса „Себични ген“ и „Слепи часовничар“.
Морис је био извршни директор Института савремених умјетности у Лондону у периоду 1967-1968.

## Дела
- (1963) — преглед сликарских дјела примата и њихова повезаност са људским сликарством
- (1965) — опсежан и изазован списак свих родова сисара, свих сисарских врста осим глодара и шишмиша, и додатни детаљни подаци о неким одабраним врстама
- Голи мајмун (The Naked Ape; 1967) — отворен поглед на људску врсту као једну од животињских врста, директан преглед животињске природе човјека, као и нашу сличност са мајмунским рођацима; свјетски бестселер
- (1969) — наставак претходне књиге; бави се анализом великих модерних друштава и њихове сличности са понашањем животиња у заточеништву
- (1971) — ова књига изучава и анализира било какав физички контакт који спроведу људске животиње, било то пљескање рукама, „баци пет“, тапшање по рамену, грљење, или сисање мајке, сексуални контакт...
- (2002. репринтовано као Peoplewatching)
- (1979)
- (1979) — аутобиографско дјело
- (1981) — заснована на проучавању спроведеном током његовог управљања фудбалским клубом Оксфорд јунајтед и обухвата анализу „племенског“ скандирања навијача током фудбалских мечева
- (1982)
- (1983)
- (1985) — стотине фотографија помоћу којих се анализира људско тијело од главе до пете
- (1986) — студија над мачкама, једном од најпопуларнијих домаћих животиња од памтивијека
- (1986) — детаљна студија пса, „човјековог најбољег пријатеља“
- (1989) — студија о коњима, с поднасловом „зашто коњ њишти и све друго што сте увијек хтјели да знате"
- (1990)
- (1991)
- (1994) — књига и документарац за Би-би-си
- (1997) — документарац за Би-би-си и Дискавери
- (1997)
- (2001)
- (2001)
- (2002) — водич за говор тијела
- (2004) — студија тијела жене
- (2004) — „нијеми језик“
- (2004)
- (2006)
- (2008) — студија тијела мушкарца
- (2008)
- (2009)